# Apostomatia
Sous-classe
Les Apostomatia sont une sous-classe de ciliés de la classe des Oligohymenophorea.

## Liste des ordres
Selon le World Register of Marine Species (30 septembre 2023) :
- Apostomatida Chatton & Lwoff, 1928
- Astomatophorida Jankowksi, 1966
- Pilisuctorida Jankowksi, 1966

## Systématique
Le nom valide complet (avec auteur) de ce taxon est Apostomatia Chatton & Lwoff, 1928, publié en 1928 par les biologistes français Édouard Chatton et André Lwoff.

## Publication originale
- E. Chatton et A. Lwoff, « Sur la structure, l'évolution et les affinités des Opalinopsidae (Ciliés des Céphalopodes) », Comptes Rendus de l'Académie des Sciences, Paris, vol. 186,‎ 1928, p. 1382-1384